# Why Can't We Be Friends?
«Why Can't We Be Friends?» (en español: ¿Por qué no podemos ser amigos?) es una canción de la banda funk War, perteneciente al álbum homónimo del año 1975. La canción tiene una estructura simple, toda la letra repite la frase "Why Can't We Be Friends?"; la cual se canta cuatro veces después de cada verso de dos líneas por valor de más de cuarenta veces en menos de tres minutos de duración. La canción es la principal en los créditos de Lethal Weapon 4 (1998), Bridge to Terabithia (2007), Destino final 4 (2009) y Cats & Dogs: The Revenge of Kitty Galore (2010), entre otras.
La banda de pop rock estadounidense Smash Mouth, hizo una versión la canción en su álbum debut Fush Yu Mang en 1997 como su segundo sencillo.
La versión original de War, fue usada en la serie de The Simpsons, en el episodio número 3 de la temporada número 8 llamado The Homer They Fall.